# St. Jonsfjorden
St. Jonsfjorden is een fjord van het eiland Spitsbergen, dat deel uitmaakt van de Noorse eilandengroep Spitsbergen.
Het fjord is vernoemd naar Sint-Johannes.

## Geografie
Het fjord is ongeveer oost-west georiënteerd en heeft een lengte van ongeveer 21 kilometer. Ze mondt in het westen uit in de zeestraat Forlandsundet. Het fjord ligt in het westen van het Oscar II Land en snijdt deze landstreek bijna volledig in twee delen.
Ongeveer 45 kilometer noordelijker ligt de baai Engelskbukta en ongeveer 40 kilometer naar het zuiden ligt het fjord Isfjord. Aan de overzijde van de zeestraat ligt het eiland Prins Karls Forland.